# Seleção Porto-Riquenha de Voleibol Masculino

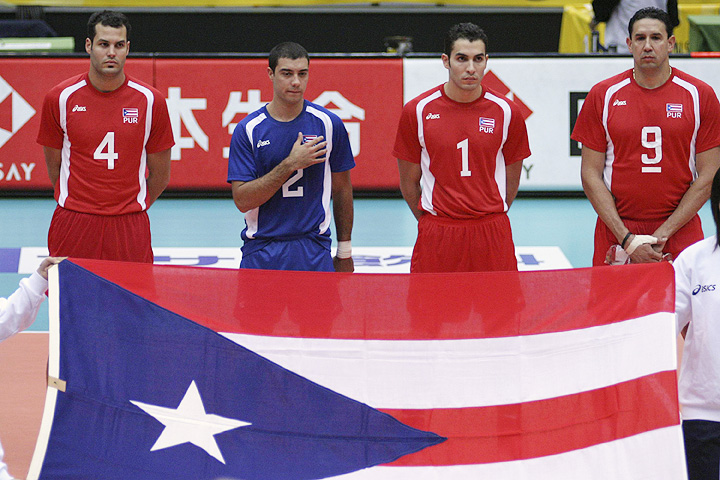
Seleção porto-riquenha em 2006, no Japão.

A seleção porto-riquenha de voleibol masculino é uma equipe caribenha composta pelos melhores jogadores de voleibol de Porto Rico. A equipe é mantida pela Federação Porto-Riquenha de Voleibol (em castelhano:  Federación Puertorriqueña de Voleibol). Encontra-se na 29ª posição do ranking mundial da FIVB segundo dados de 2 de setembro de 2022.
Sendo a quarta potência do voleibol da América do Norte, América Central e no Caribe, em 2021 a seleção porto-riquenha fez história e conquistou seu primeiro título do Campeonato NORCECA.

## Resultados obtidos nos principais campeonatos

### Jogos Olímpicos
A seleção porto-riquenha nunca participou dos Jogos Olímpicos.

### Campeonato Mundial
| Ano  | Sede                | Classificação |
| ---- | ------------------- | ------------- |
| 1974 | México              | 23º           |
| 2006 | Japão               | 12º           |
| 2010 | Itália              | 18º           |
| 2014 | Polónia             | 21º           |
| 2018 | Itália / Bulgária   | 21º           |
| 2022 | Eslovênia / Polónia | 22º           |

### Copa do Mundo
| Ano  | Sede  | Classificação |
| ---- | ----- | ------------- |
| 2007 | Japão | 6º            |

### Copa dos Campeões
A seleção porto-riquenha nunca participou da Copa dos Campeões.

### Liga das Nações
A seleção porto-riquenha nunca participou da Liga das Nações.

### Liga Mundial
| Ano  | Sede           | Classificação |
| ---- | -------------- | ------------- |
| 2011 | Gdańsk / Sopot | 16º           |
| 2014 | Florença       | 27º           |
| 2015 | Rio de Janeiro | 28º           |
| 2016 | Cracóvia       | 36º           |

### Campeonato NORCECA
| Ano  | Sede                       | Classificação |
| ---- | -------------------------- | ------------- |
| 1969 | Cidade do México           | 6º            |
| 1971 | Havana                     | 4º            |
| 1973 | Tijuana                    | 4º            |
| 1977 | Santo Domingo              | 4º            |
| 1981 | Cidade do México           | 5º            |
| 1983 | Indianápolis               | 5º            |
| 1985 | Santiago de los Caballeros | 6º            |
| 1987 | Havana                     | 6º            |
| 1989 | San Juan                   | 4º            |
| 1991 | Regina                     | 5º            |
| 1993 | Nova Orleãs                | 4º            |
| 1995 | Edmonton                   | 4º            |
| 1997 | San Juan                   | 5º            |
| 1999 | Monterrey                  | 5º            |
| 2001 | Bridgetown                 | 5º            |
| 2003 | Culiacán                   | 5º            |
| 2005 | Winnipeg                   | 5º            |
| 2007 | Anaheim                    | 2º            |
| 2009 | Bayamón                    | 3º            |
| 2011 | Mayagüez                   | 4º            |
| 2013 | Langley                    | 4º            |
| 2015 | Córdoba                    | 3º            |
| 2019 | Winnipeg                   | 5º            |
| 2021 | Durango                    | 1º            |
| 2023 | Charleston                 | 6º            |

### Copa Pan-Americana
| Ano  | Sede             | Classificação |
| ---- | ---------------- | ------------- |
| 2007 | Santo Domingo    | 2º            |
| 2008 | Winnipeg         | 7º            |
| 2009 | Chiapas          | 4º            |
| 2010 | San Juan         | 3º            |
| 2011 | Gatineau         | 4º            |
| 2013 | Cidade do México | 4º            |
| 2014 | Tijuana          | 4º            |
| 2015 | Reno             | 7º            |
| 2017 | Gatineau         | 2º            |
| 2018 | Córdoba          | 4º            |
| 2019 | Colima           | 6º            |
| 2021 | Santo Domingo    | 5º            |
| 2022 | Gatineau         | 5º            |
| 2023 | Guadalajara      | 9º            |

### Jogos Pan-Americanos
| Ano  | Sede           | Classificação |
| ---- | -------------- | ------------- |
| 1959 | Chicago        | 7º            |
| 1967 | Winnipeg       | 8º            |
| 1979 | Caguas         | 6º            |
| 1991 | Havana         | 5º            |
| 1995 | Mar del Plata  | 6º            |
| 2003 | Santo Domingo  | 4º            |
| 2007 | Rio de Janeiro | 5º            |
| 2011 | Guadalajara    | 7º            |
| 2015 | Toronto        | 4º            |
| 2019 | Lima           | 5º            |
| 2023 | Santiago       | 8º            |

### Copa dos Campeões da NORCECA
| Ano  | Sede             | Classificação |
| ---- | ---------------- | ------------- |
| 2019 | Colorado Springs | 4º            |

## Medalhas
| Evento                       | Ouro | Prata | Bronze | Total |
| ---------------------------- | ---- | ----- | ------ | ----- |
| Jogos Olímpicos              | 0    | 0     | 0      | 0     |
| Campeonato Mundial           | 0    | 0     | 0      | 0     |
| Copa do Mundo                | 0    | 0     | 0      | 0     |
| Copa dos Campeões            | 0    | 0     | 0      | 0     |
| Liga Mundial                 | 0    | 0     | 0      | 0     |
| Liga das Nações              | 0    | 0     | 0      | 0     |
| Campeonato NORCECA           | 1    | 1     | 2      | 4     |
| Copa Pan-Americana           | 0    | 2     | 1      | 3     |
| Jogos Pan-Americanos         | 0    | 0     | 0      | 0     |
| Copa dos Campeões da NORCECA | 0    | 0     | 0      | 0     |
| Total                        | 1    | 3     | 3      | 7     |

## Elenco atual
Atletas convocados para integrar a seleção porto-riquenha no Campeonato Mundial de 2022.

Técnico:  Oswald Antonetti
| Camisa | Nome                   | Posição    | Altura (m) | Peso (kg) | Clube atual                |
| ------ | ---------------------- | ---------- | ---------- | --------- | -------------------------- |
| 2      | Klistan Lawrence Vidal | Central    | 1,96       | 81        | Allianz Milano             |
| 3      | Omar Hoyos             | Oposto     | 1,96       | —         | —                          |
| 4      | Dennis Del Valle       | Líbero     | 1,75       | 73        | Fonte do Bastardo          |
| 5      | Pedro Nieves           | Central    | 1,98       | 92        | MS Eilabun                 |
| 6      | Gregory Torres Cruzado | Ponteiro   | 1,91       | —         | —                          |
| 7      | Arturo Iglesias        | Levantador | 1,97       | 88        | Maccabi Tel Aviv           |
| 8      | Kevin López            | Ponteiro   | 1,98       | 75        | Aristotelis Skydras        |
| 9      | Pedro Molina           | Ponteiro   | 1,92       | 81        | AONS Milon                 |
| 12     | Arnel Cabrera          | Líbero     | 1,89       | 79        | CS Municipal Arcada Galați |
| 13     | Roque Nido             | Levantador | 1,86       | 83        | NJIT                       |
| 14     | Pelegrín Vargas        | Oposto     | 1,93       | 87        | CDV Río Duero Soria        |
| 15     | Jonathan Rodríguez     | Central    | 1,98       | 82        | Volley Schönenwerd         |
| 17     | Ismael Alomar          | Central    | 1,89       | 82        | Ontario Matadors           |
| 18     | Antonio Elias          | Central    | 1,93       | 81        | Club Mauricio Baez         |